# هبل
| اساطیر خاورنزدیک مجموعه مقالات | اساطیر خاورنزدیک مجموعه مقالات                                                              |
| --- | ------------------------------------------------------------------------------------------- |
| |                                                                                             |
| اساطیر میان‌رودان |                                                                                             |
| اساطیر عربی |                                                                                             |
| اساطیر لاوی |                                                                                             |
| خدایان عرب پیش از اسلام |                                                                                             |
| - اساف - ایشتار - اقیصر - لات - آستارته - اترثه (سوری) - بعل شمن - بعل - بس (مصری-عربی) - ذوالخلطه - ذوالشرا - الله (سامی) - ایشتار - غبغب | - منات - مناف - نبو - نسر (بت) - هبل - شمش - عمیانس - عزی - ود - یعوق - یغوث - یالیل - جن‌ها |
| این جعبه: نمایش بحث ویرایش |                                                                                             |

هُبَل مهم‌ترین بت از ۳۶۰ بتی بود که اعراب جاهلی در کعبه قرار داده بودند و می‌پرستیدند.
شمار ۳۶۰ بت شاید نمادی از ۳۶۰ روز سال بود.
ایزد هبل را دو قبیلهٔ عربِ بنی کنانه و قریش می‌پرستیدند. تندیس این بُت به چهرهٔ انسان و از عقیق سرخ ساخته شده بود و آن را درون کعبه جای داده بودند. دست راست‌اش را که شکسته بود با دستی ساخته از زر جای‌گزین کرده بودند. بُت هبل هنگام فتح مکه همراهِ دیگر بت‌ها نابود شد.